# Шарль Каборе
Шарль Каборе́ (фр. Charles Kaboré; нар. 9 лютого 1988, Бобо-Діуласо) — буркінійський футболіст, півзахисник національної збірної Буркіна-Фасо.

## Клубна кар'єра
Народився 9 лютого 1988 року в місті Бобо-Діуласо. Вихованець юнацьких команд футбольних клубів «Сонабель» та «Етуаль Філант».
У дорослому футболі дебютував 2007 року виступами за команду клубу «Лібурн», в якій провів один сезон, взявши участь у 26 матчах чемпіонату. 
Своєю грою за цю команду привернув увагу представників тренерського штабу клубу «Марсель», до складу якого приєднався 2008 року. Відіграв за команду з Марселя наступні п'ять сезонів своєї ігрової кар'єри. Більшість часу, проведеного у складі «Марселя», був основним гравцем команди. За цей час виборов титул чемпіона Франції, ставав володарем Суперкубка Франції.
До складу клубу «Кубань» приєднався у січні 2013 року. За два з половиною сезони встиг відіграти за краснодарську команду 63 матчі в національному чемпіонаті.
25 серпня 2015 року на правах оренди перейшов у «Краснодар», після завершення якої 20 червня 2016 року підписав з ним контракт до 2019 року.
10 липня 2019 підписав контракт з московським «Динамо». Влітку 2021 покинув клуб.

## Виступи за збірну
У 2006 році дебютував в офіційних матчах у складі національної збірної Буркіна-Фасо. Наразі провів у формі головної команди країни 43 матчі, забивши 2 голи.
У складі збірної був учасником Кубка африканських націй 2010 року в Анголі, Кубка африканських націй 2012 року у Габоні та Екваторіальній Гвінеї, Кубка африканських націй 2013 року у ПАР.
Згодом брав участь у континентальних першостях 2015 та 2017 років.

## Досягнення
- Чемпіон Франції (1):

«Марсель»:  2009–10
- Володар Кубка французької ліги (3):

«Марсель»:  2009–10, 2010–11, 2011-12
- Володар Суперкубка Франції (2):

«Марсель»:  2010, 2011
- Срібний призер Кубка африканських націй: 2013
- Бронзовий призер Кубка африканських націй: 2017